# Kaniapiskaufloden
Kaniapiskaufloden, Caniapiscaufloden, Rivière Caniapiscauär en flod i norra delen av den kanadensiska provinsen Québec, en biflod till Koksoakfloden.
Kaniapiskaufloden flyter norrut från Kaniapiskausjön i norra-centrala Québec, mer än 500 meter över havet genom en skogbevuxen, frusen dal tills den når Rivière aux Mélèzes ("Lärkfloden") där den byter namn till Koksoakfloden. Kaniapiskauflodens längd är 737 km.
Kaniapiskaufloden rinner genom ett mycket glest befolkat område och dess floddal har aldrig befolkats. 
Hydro-Québec har avlett en stor del av flodens ursprungliga vatten till La Grande-floden där det utnyttjas till James Bay-projektets stora dammanläggningar som försörjer Québecs södra delar med elektricitet. Genom projektet blev Kaniapiskausjön fyra gånger större. Fördämningen tvingade ett stort antal creeindianer att lämna de marker där de tidigare bedrivit renjakt och har också påverkat beståndet av atlantlax under den korta isfria säsongen, vilket utgör ett hot mot inuiternas näring längre ned för floden.